# 九马高速公路
九马高速公路是中国四川省一条规划中的高速公路，是 张汶高速和 德康高速之间的连接线，起于阿坝藏族羌族自治州九寨沟县，经松潘县、红原县，之后与 德康高速共线进入马尔康市，规划全长270公里。
其中，川主寺至红原县段又称川红高速，路线起于阿坝州若尔盖县包座乡，接 张汶高速郎木寺至川主寺段，经红原县色地镇、麦洼乡、阿木乡、邛溪镇，止于安曲镇，接 德康高速久治至马尔康段，该段全长128.771公里，估算投资约为182.215亿元，采用双向四车道高速公路技术标准，设计速度100公里/小时、路基宽度26.0米，拟于2024年底开工，2028年初建成通车，建设期3年。2024年8月，该高速取得省发展改革委核准批复，并于10月8日开工建设。